# Acanthogobius hasta
Acanthogobius hasta  es un género de peces de la familia de los Gobiidae en el orden de los Perciformes.

## Morfología
Los machos pueden alcanzar los 50 cm de longitud total.